# Ottawa Rebel
Ottawa Rebel – zawodowa drużyna lacrosse, która grała w National Lacrosse League. Drużyna miała swoją siedzibę w Ottawie w Kanadzie. Rozgrywała ona swoje mecze najpierw na Scotiabank Place, później na Ottawa Civic Centre. Drużyna została założona w 2001 roku. Wcześniej nazywała się Syracuse Smash. Po trzech sezonach drużyna przeprowadziła się i zmieniła nazwę na Edmonton Rush. 

## Osiągnięcia
- Champion’s Cup:-
- Mistrzostwo dywizji:-

## Wyniki
W-P Wygrane-Przegrane, Dom-Mecze w domu W-P, Wyjazd-Mecze na wyjeździe W-P, GZ-Gole zdobyte, GS-Gole stracone
| Sezon | W-P  | Dom  | Wyjazd | GZ  | GS  |
| ----- | ---- | ---- | ------ | --- | --- |
| 2001  | 1-13 | 0-7  | 1-6    | 144 | 220 |
| 2002  | 4-12 | 1-7  | 3-5    | 202 | 245 |
| 2003  | 4-12 | 3-5  | 1-7    | 174 | 215 |
| Razem | 9-37 | 4-19 | 5-18   | 520 | 680 |